# Dieceza de Kalisz
Dieceza de Kalisz (în latină Dioecesis Calissiensis) este una din cele patruzeci și una de episcopii ale Bisericii Romano-Catolice din Polonia, cu sediul în orașul Kalisz. Dieceza de Kalisz se află în provincia mitropolitană a Arhidiecezei de Poznań.

## Istorie
Episcopia de Kalisz este o episcopie relativ nouă, fondată în anul 1992. Din 2012 și până în prezent episcop de Kalisz este Edward Janiak.